# HD250237
HD250237 — подвійна зоря. 
Дана подвійна система має видиму зоряну величину в смузі V приблизно10,7.

## Подвійна зоря
Головна зоря цієї системи належить до хімічно пекулярних зір й має спектральний клас A0.
Інша компонента має спектральний клас Зорі спектрального класу .